# Metilmalonil-CoA
El metilmalonil-CoA es el tioéster de la coenzima A del ácido metilmalónico. Es un intermedio importante en la biosíntesis de muchos compuestos orgánicos, así como en el proceso de asimilación de carbono.
El metilmalonil-CoA se produce como un intermediario en la degradación de los ácidos grasos con un número impar de átomos de carbono y algunos aminoácidos (tales como isoleucina, valina, metionina y treonina). El producto formado durante la degradación de metilmalonil-CoA es el succinil-coA producido en el metabolismo y en el ciclo del ácido cítrico, y la reacción con guanosín difosfato (GDP) y fosfato libre es catalizada por la succinil-CoA sintetasa, y suministra el análogo al ATP, el guanosin trifosfato (GTP).

## Biosíntesis
Los dos enantiómeros, L y D (o R y S), del metilmalonil-CoA intervienen en la degradación de los lípidos a través de la secuencia de reacciones siguiente :
- El D-metilmalonil-CoA deriva del propionil-CoA (que a su vez deriva de la beta-oxidación de los ácidos grasos de número impar de átomos de carbono) por la acción de la propionil-CoA carboxilasa, que requiere de biotina (vitamina B7 o B8) como coenzima.[3]

- El D-metilmalonil-CoA se isomeriza a L-metilmalonil-CoA mediante la acción de la enzima metilmalonil-CoA epimerasa.

- La L-metilmalonil-CoA se convierte en succinil-coA a través de la acción de la metilmalonil-CoA mutasa con adenosilcobalamina (vitamina B12) como coenzima, lo que le permite entrar en el ciclo de Krebs.

El siguiente diagrama muestra las reacciones antes mencionadas:
Propionil-CoA → Metilmalonil CoA → Succinil-coA
También está implicado en la degradación de ciertos aminoácidos tales como isoleucina, metionina, treonina y valina.

## Isómeros
|  |  |

Estructura del L-metilmalonil-CoA (a la izquierda) y del D-metilmalonil-CoA (a la derecha). Si usamos las reglas de Cahn-Ingold-Prelog (CIP), tenemos que el enantiómero L se llamaría R, y el D sería el S.

## Enfermedades relacionadas
En la enfermedad metabólica aciduria malónica y metilmalónica combinada (CMAMMA) debida a la deficiencia de ACSF3, se reduce la metilmalonil-CoA sintetasa, que convierte el ácido metilmalónico tóxico en metilmalonil-CoA y lo suministra así al ciclo de Krebs. El resultado es una acumulación de ácido metilmalónico.